# Нагатомо, Юто
Ю́то Нагато́мо (яп. 長友 佑都 Нагатомо Ю:то, род. 12 сентября 1986, Сайдзё) — японский футболист, защитник клуба «Токио» и сборной Японии. Победитель Кубка Азии 2011 года. Нагатомо — один из самых образованных футболистов мира. Юто окончил престижный Университет Мэйдзи, где получил учёную степень по экономике, и опубликовал в Японии две книги.

## Клубная карьера
Выступая за футбольную команду Университета Мэйдзи, Нагатомо был включён в символическую сборную Японии среди студентов в 2006 году и вскоре привлёк внимание скаутов профессионального клуба «Токио». В декабре 2007 года он заключил с клубом профессиональный контракт. Нагатомо дебютировал в составе «Токио» ещё до заключения контракта, 8 июля 2007 года в матче с «Иокогама Ф. Маринос» в Кубке Джей-лиги. Уже с сезона 2008 года он стал одним из ключевых игроков команды, а в сезоне 2009 года был удостоен включения в символическую сборную Джей-лиги. В том же 2009 году Юто помог «Токио» выиграть Кубок Джей-лиги. За «Токио» Нагатомо выступал до июня 2010 года, сыграв за него в 72 матчах Джей-лиги и забив 5 голов.
В июле 2010 года Нагатомо на правах аренды на один сезон перешёл в итальянскую «Чезену». 28 января 2011 года «Чезена» полностью выкупила его контракт за 1,7 млн евро.
31 января 2011 года Нагатомо перешёл в «Интер». В рамках сделки «Чезене» был отдан в аренду Давиде Сантон. По сведениям итальянской прессы стоимость трансфера составила 6 млн евро. 6 февраля он дебютировал за «Интер» в матче 24-го тура против «Ромы», заменив на 75-й минуте Уэсли Снейдера. 6 марта в матче 28-го тура против «Дженоа» забил свой первый гол в Серии А, выйдя на замену за 13 минут до конца матча.
31 января 2018 года Нагатомо отправился в аренду в турецкий «Галатасарай» до конца сезона за 1 млн евро с опцией выкупа за 7 млн евро. 30 июня 2018 года перешёл в «Галатасарай» на постоянной основе.
31 августа 2020 года Нагатомо перешёл по свободному трансферу во французский «Марсель», подписав однолетний контракт.
12 сентября 2021 года Нагатомо вернулся в «Токио», подписав контракт до конца 2022 года.

## Выступления за сборную
В 2007 году Нагатомо в составе студенческой сборной Японии принимал участие в футбольном турнире летней Универсиады, проходившей в Бангкоке.
В национальной сборной Юто Нагатомо дебютировал 24 мая 2008 года в матче со сборной Кот-д’Ивуара. Нагатомо принимал участие в чемпионате мира 2010.
Был включён в состав сборной на чемпионат мира 2022 в Катаре.

## Достижения

### Командные
«Токио»
- Обладатель Кубка Джей-лиги: 2009

«Интернационале»
- Обладатель Кубка Италии: 2010/11

«Галатасарай»
- Чемпион Турции: 2017/18, 2018/19

Сборная Японии
- Обладатель Кубка Азии: 2011

### Личные
- Лучший азиатский легионер: 2013

## Голы за сборную
| #  | Дата           | Место            | Соперник | Счёт | Результат | Турнир                                         |
| -- | -------------- | ---------------- | -------- | ---- | --------- | ---------------------------------------------- |
| 1. | 13 ноября 2008 | Кобе, Япония     | Сирия    | 3:1  | Победа    | Товарищеский матч                              |
| 2. | 31 мая 2009    | Токио, Япония    | Бельгия  | 4:0  | Победа    | Товарищеский матч                              |
| 3. | 8 октября 2009 | Сидзуока, Япония | Гонконг  | 6:0  | Победа    | Кубок Азии по футболу 2011 (отборочный турнир) |